# 莫斯科的流浪狗

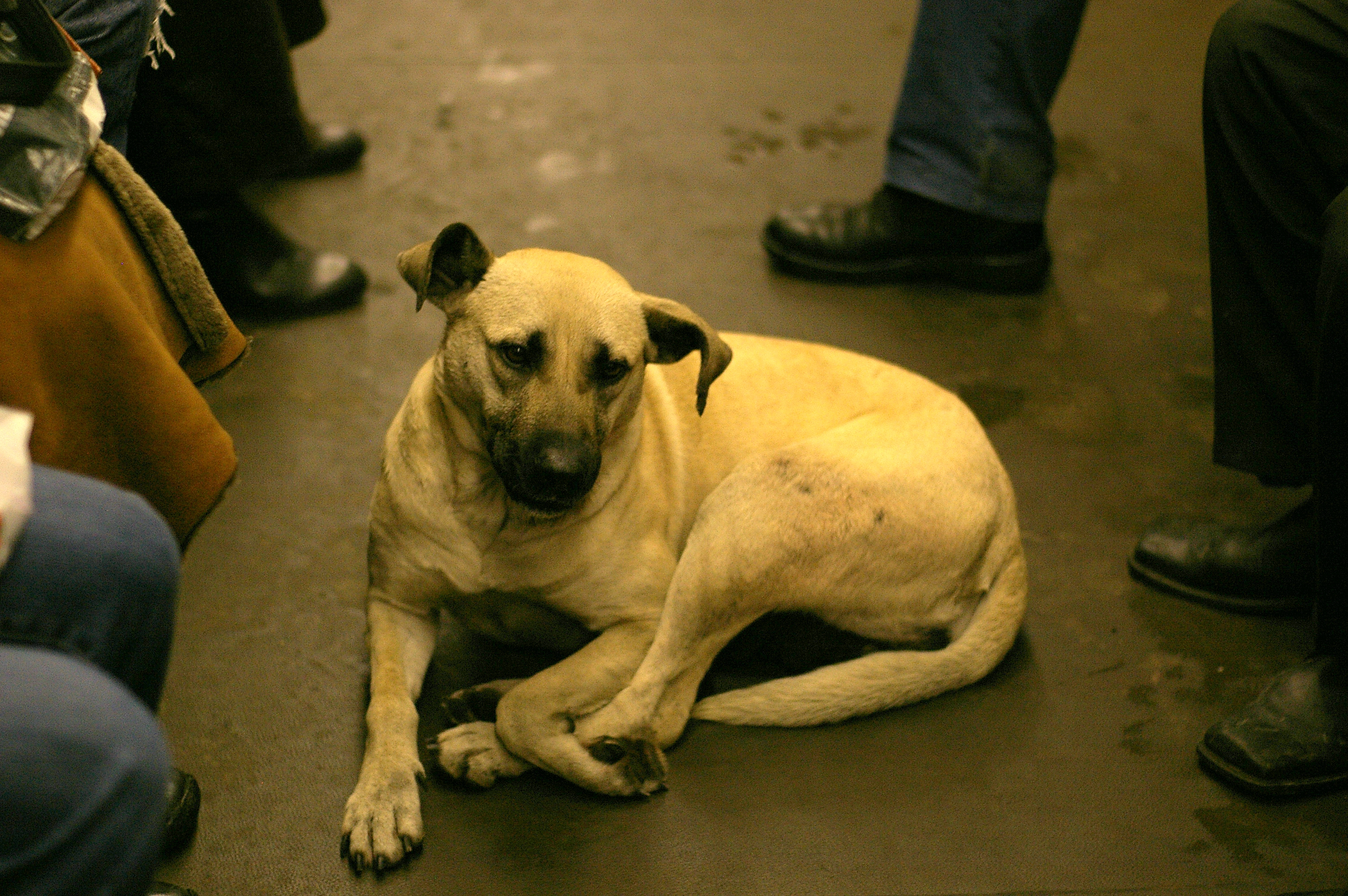
莫斯科一隻乘坐地鐵的流浪狗。

在俄羅斯首都莫斯科內，流浪狗隨處可見，牠們的數量約有三萬五千隻之多。其中有約二十隻的流浪狗還會懂得搭乘地鐵。

## 概況
莫斯科城內約有三萬五千隻流浪狗。研究莫斯科流浪狗三十多年的動物專家安德烈·普亞科夫認為這些流浪狗最早來自被棄養的寵物狗。
20世紀60年代時，蘇聯的許多太空犬（包括萊卡在內）都是從莫斯科街道上抓來的流浪狗。
2001年，一隻棲息在門捷列夫站的流浪狗「Malchik」被人用刀刺死，該起事件引起莫斯科市政府及民眾的省思。次年，時任莫斯科市長的尤里·魯茲柯夫批准了一項禁止獵殺流浪狗的法令，此後政府便開始興建流浪狗收容所及進行大規摸結紮。

## 類型
普亞科夫將莫斯科的流浪狗分為以下四個種類：
- 野狗：與人類接觸最少，主要在夜間出沒，捕捉老鼠和貓。
- 覓食狗：主要在垃圾桶覓食。
- 討食狗：會與人類接觸及討食。
- 警衛狗：會將餵食者視為主人並保護對方。

## 莫斯科地鐵狗

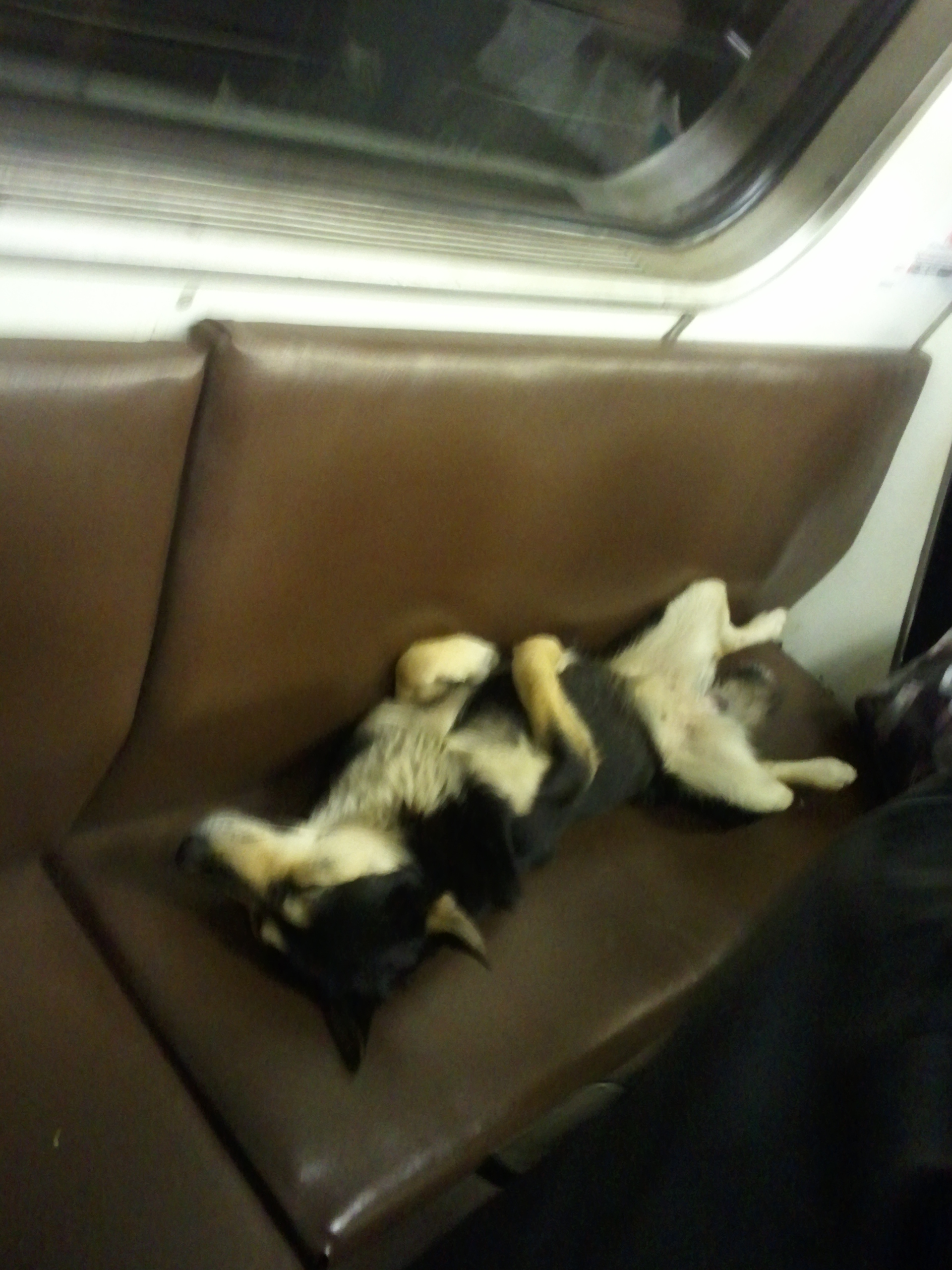
一隻流浪狗在地鐵座位上睡著了。

在莫斯科的上萬隻流浪狗中，有二十隻左右的流浪狗懂得如何搭乘地鐵，白日利用地鐵到市區覓食、晚間則回郊區歇息。這些狗被稱為「莫斯科地鐵狗」。2016年，有隻雌性地鐵狗還在地鐵上生下9隻小狗。
英國諾丁漢特倫特大學的學者布伊德認為，這些地鐵狗是依靠嗅覺或跟隨特定乘客來上下車。